# Aura Celina Casanova
Aura Celina Casanova (San Juan de Colón, Estado Táchira, Venezuela) fue una política venezolana, la primera mujer en Venezuela en ser designada en un gabinete ejecutivo.

## Primeros años
Fue maestra y economista, fue esposa del periodista Francisco “Gocho” Guerrero Pulido.

## Carrera política
Se desempeñó como ministra de Fomento entre 1968 y 1969, durante el gobierno de Raúl Leoni siendo la primera mujer en la historia de Venezuela en ser designada en un gabinete ejecutivo. Fue sucedida por Haydée Castillo.